# نیلوفر آبی بزرگ
نیلوفر آبی بزرگ (نام علمی: 'Caesalpinia') یا ویکتوریا رگیا (به انگلیسی: Victoria Regia) نام یک گونه از نیلوفرآبیان است. این گیاه توسط روبرت شومبورگ (به انگلیسی: Robert Schomburgk) آلمانی در سال ۱۸۳۷ میلادی کشف شده‌است. این گونه دارای برگ‌هایی بسیار بزرگ به قطر ۳ متر است. هر گیاه بیش از ۴ تا ۵ برگ دارد.
نیلوفر آبی بزرگ گل ملی کشور گویان است.

## نگارخانه

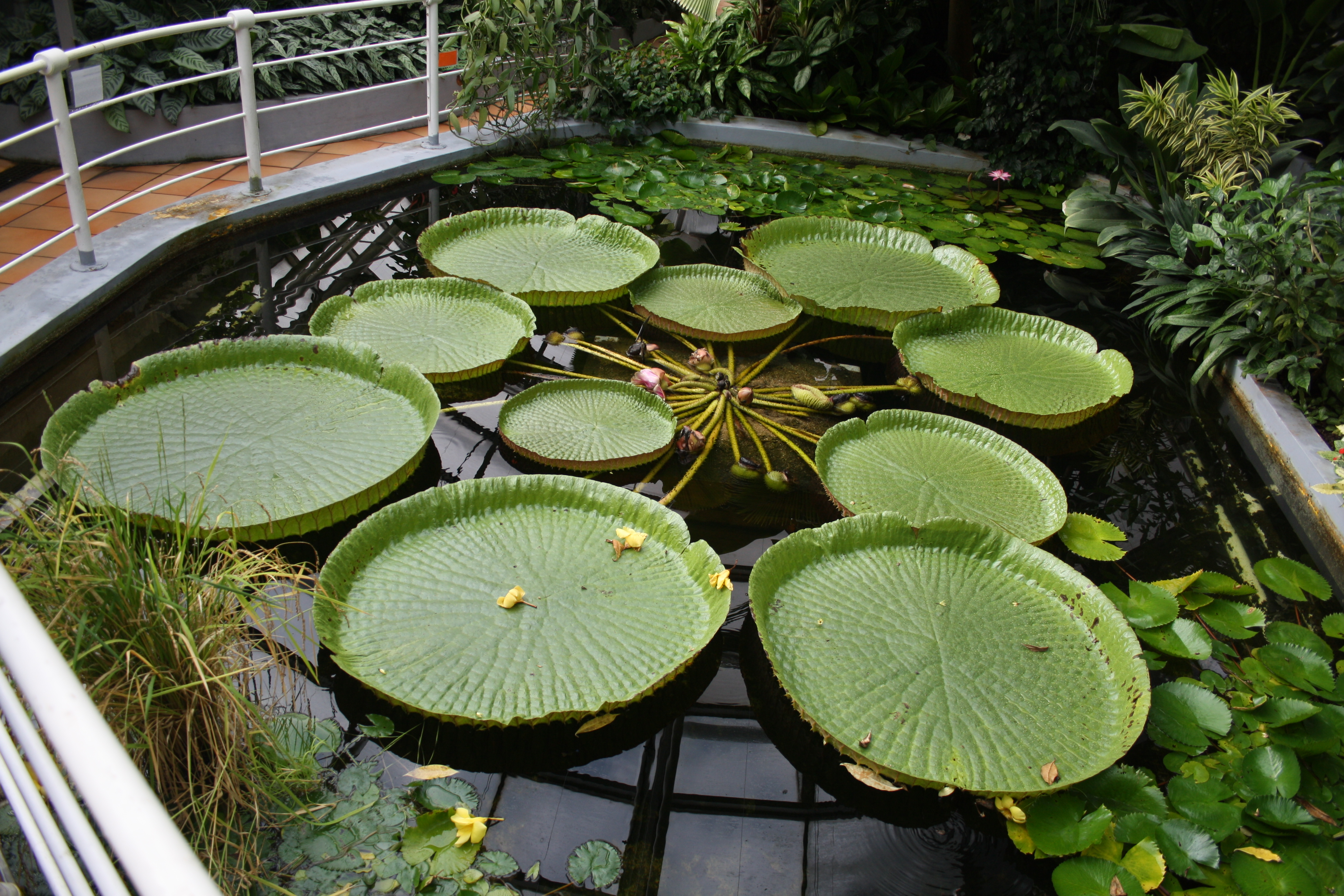
در Botanical garden Brno
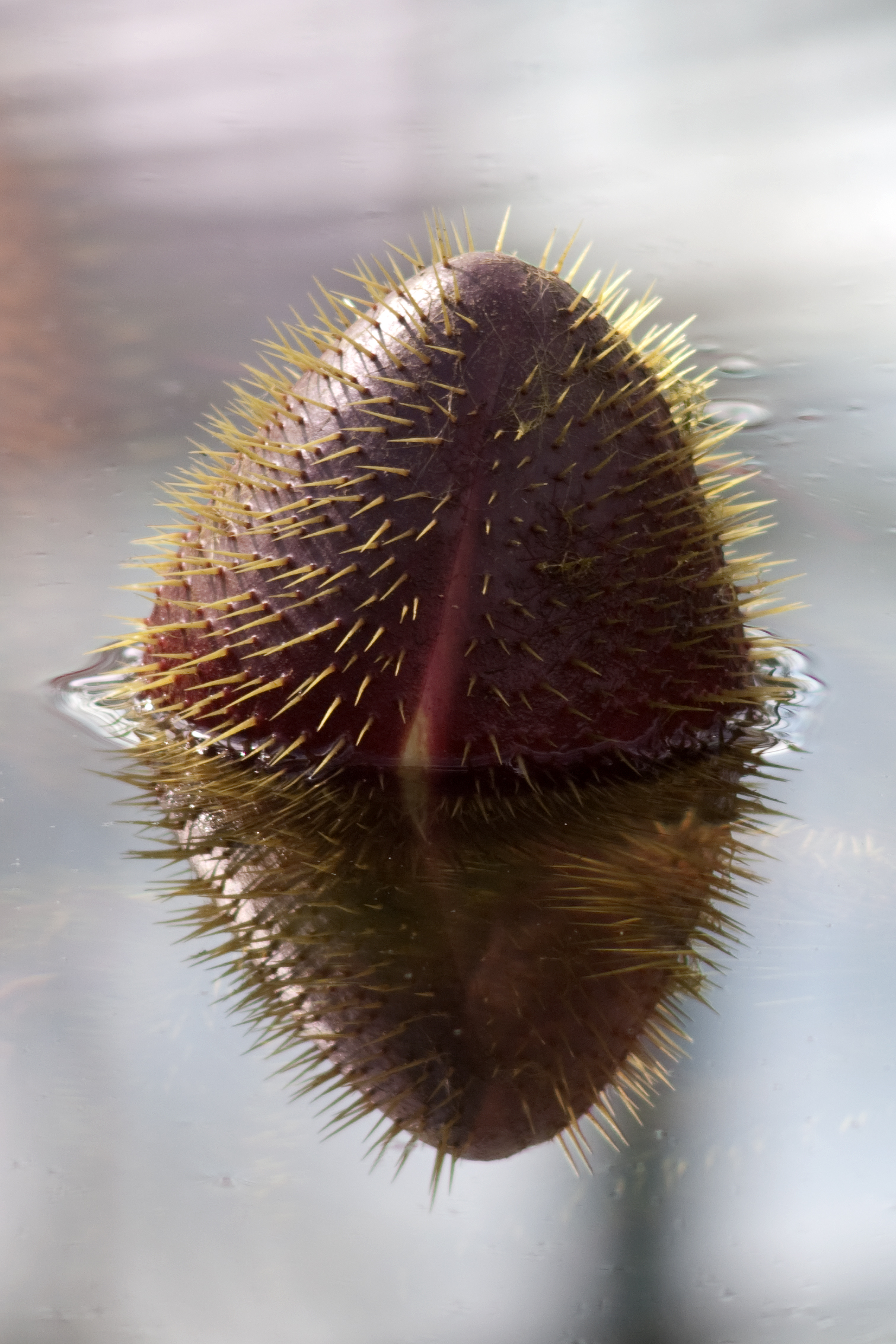
جوانهٔ نیلوفر آبی بزرگ
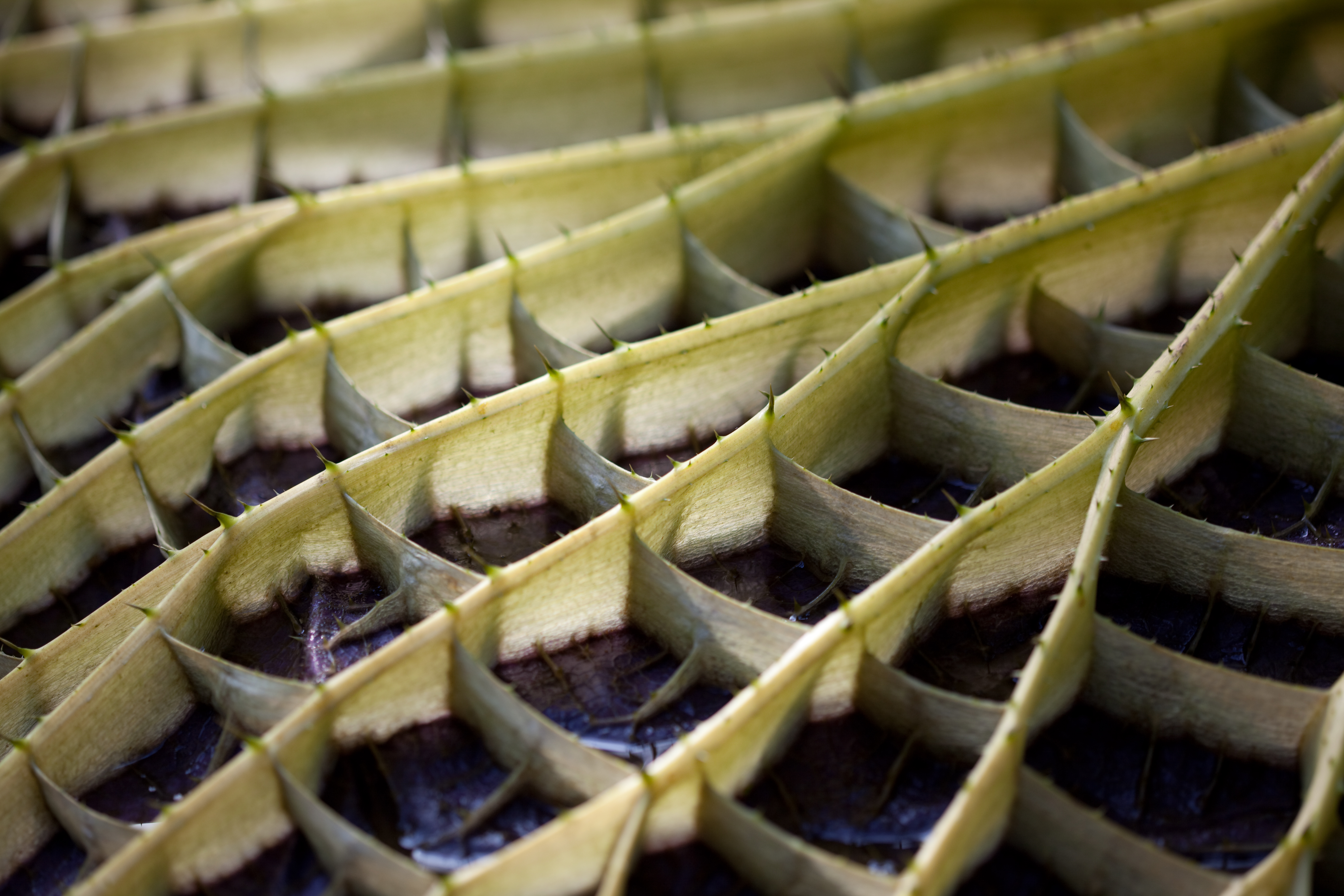
بخش زیرین یک برگ
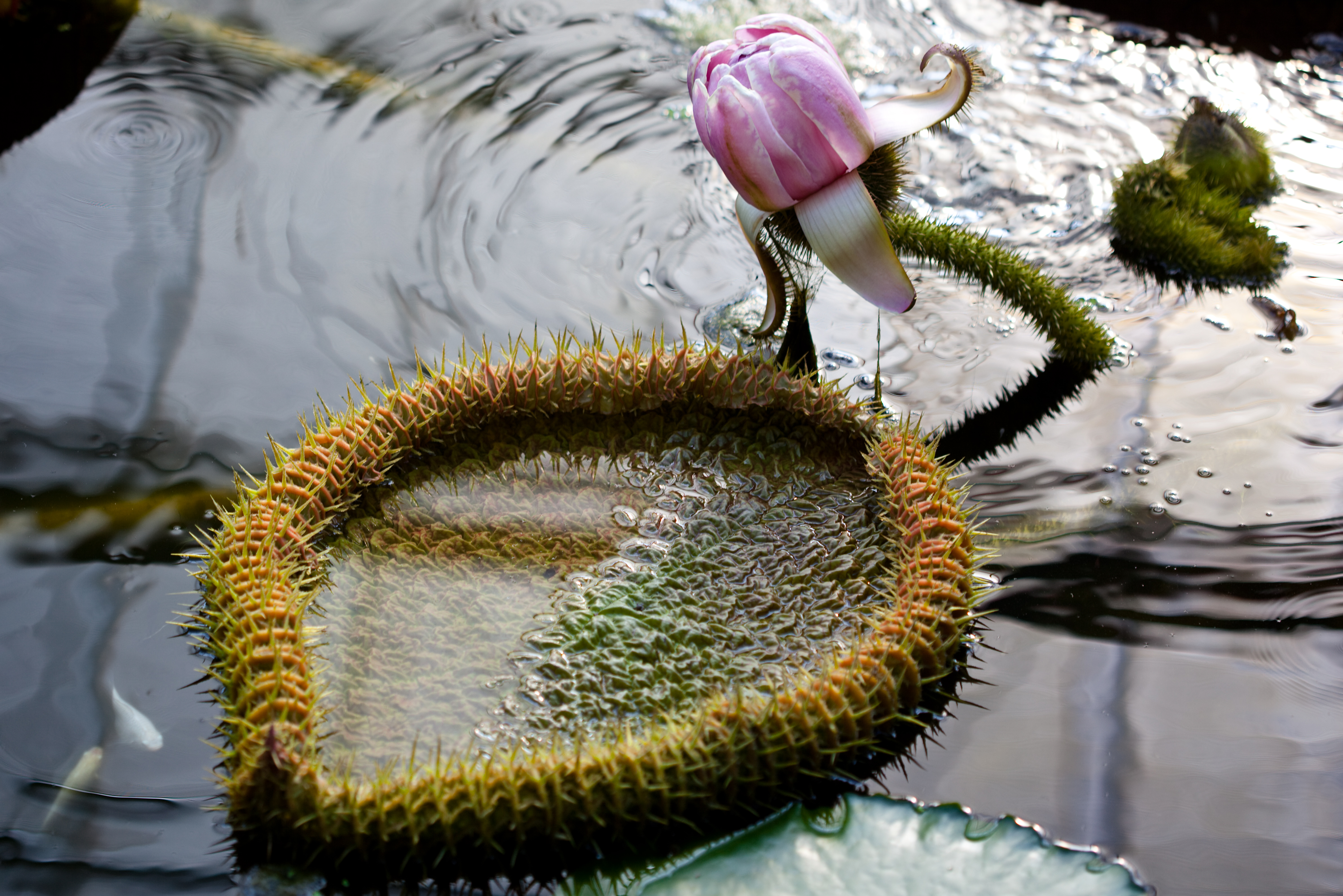
در Kobe Kachoen
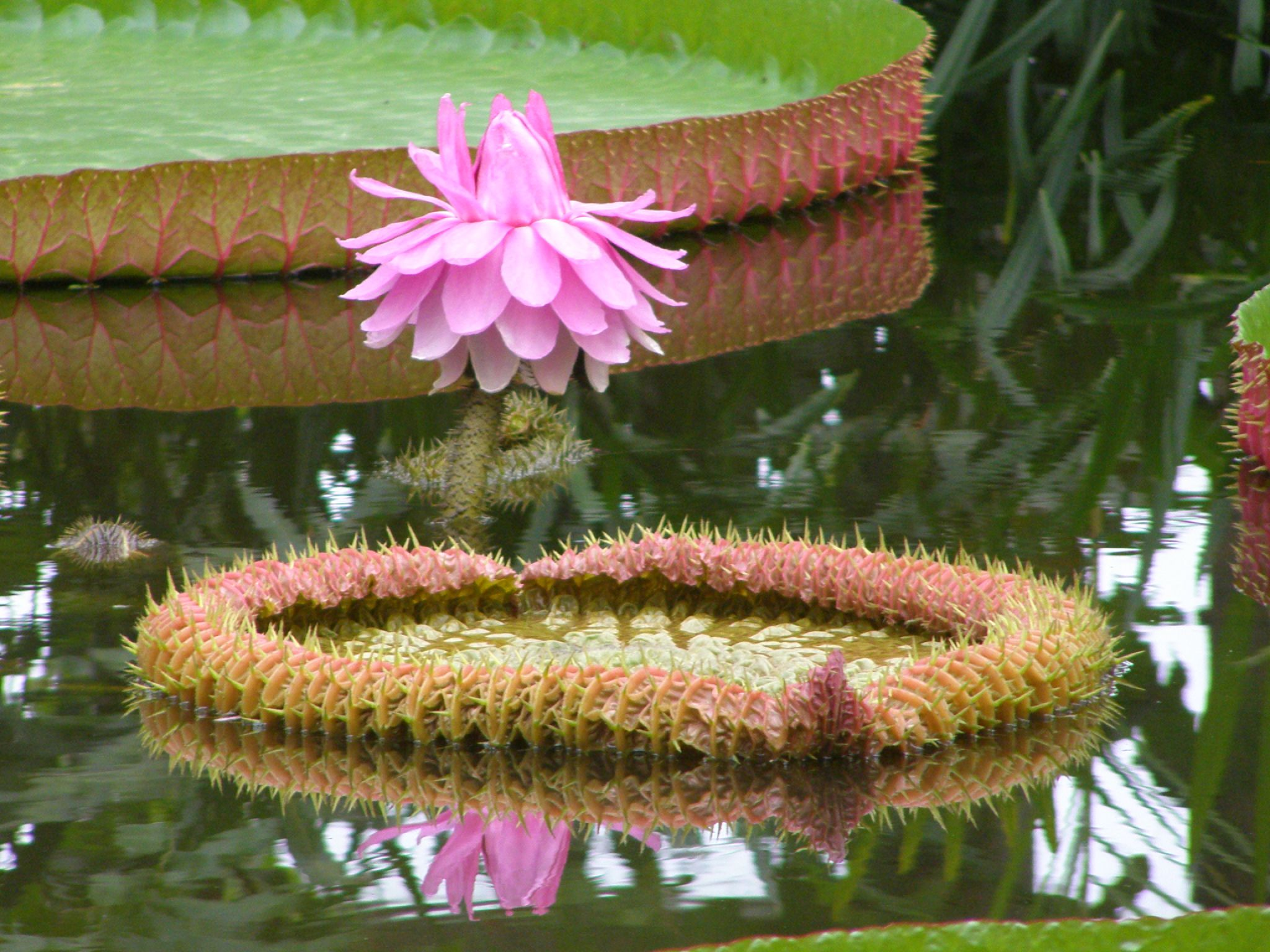
گل نیلوفر آبی بزرگ
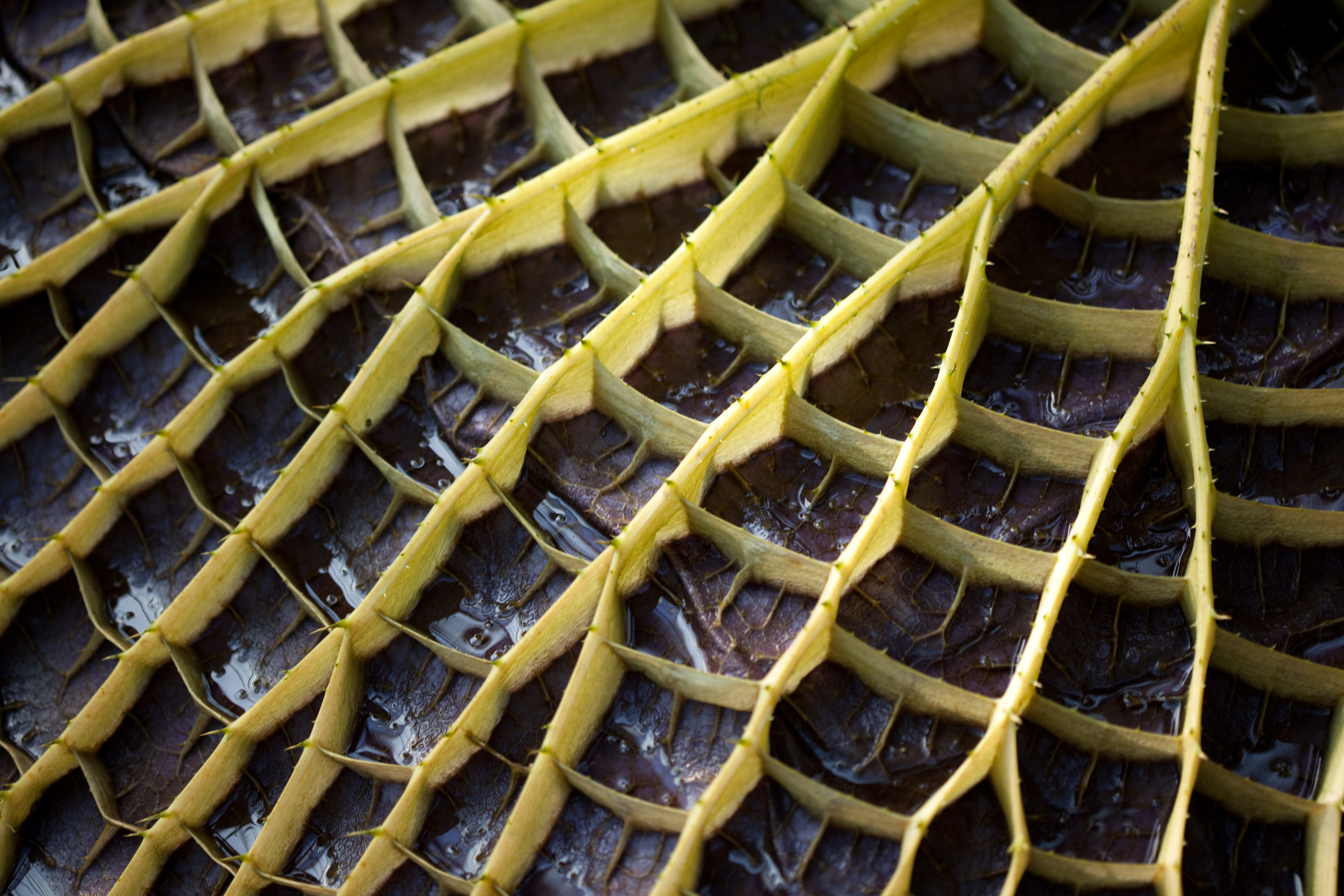
بخش زیرین یک برگ
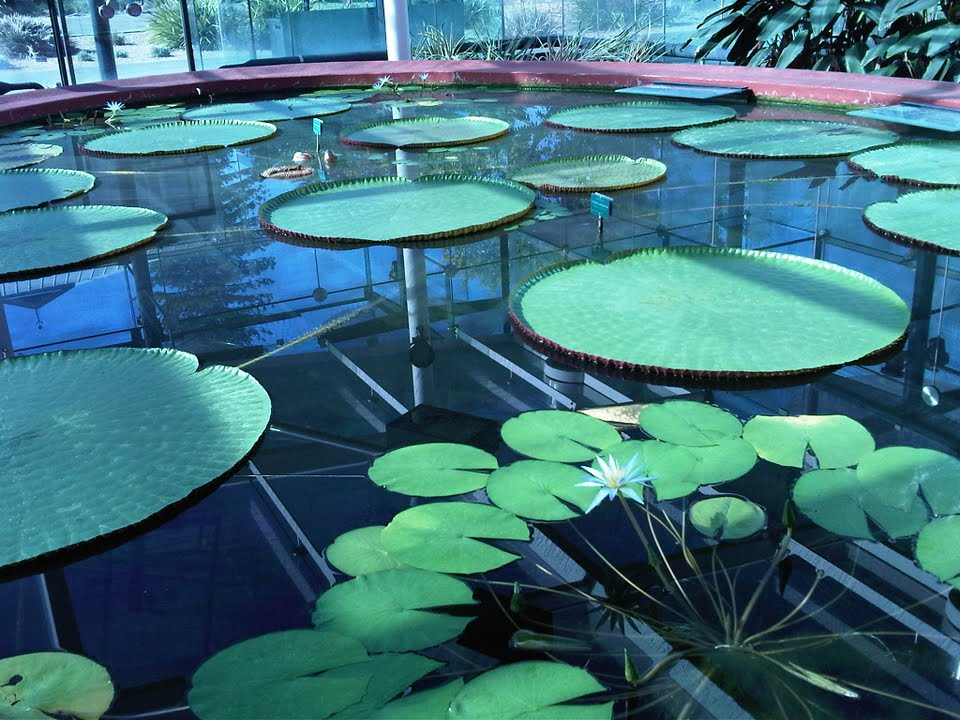
نیلوفر آبی بزرگ در the Adelaide Botanic Gardens